# Giovanni Greppi
Giovanni Greppi (né le 6 octobre 1910 à Pezzana dans le Piémont et mort à une date inconnue) est un joueur de football italien, qui évoluait en tant que milieu central.

## Biographie
Au cours de sa carrière, Giovanni Greppi évolue pour les clubs de la Juventus (où il dispute sa première rencontre le 27 janvier 1929 lors d'un succès contre Cremonese 3-0), de Syracuse, de l'Acireale, de Biellese puis de Varèse.